# PCR múltiple
Una PCR múltiple refiere al uso de reacción de cadena de la polimerasa para amplificar varias secuencias de ADN diferentes simultáneamente (como si se realizaran muchas reacciones de PCR separadas todas juntas en una sola reacción).  Este proceso amplifica ADN en las muestras que utilizan múltiples primers y una ADN polimerasa mediada por temperatura en un termociclador. El diseño de cada par de primers tiene que ser optimizado de modo que todos puedan trabajar a la misma  temperatura de hibridación durante la PCR.
La PCR múltiple fue descrita por primera vez en 1988 como un método para detectar deleciones en el gen de la distrofina. También ha sido utilizada con el gen de la esteroide sulfatasa.  En 2008, se empleó PCR múltiplee para el análisis de microsatellites y SNPs. En 2020, se diseñaron ensayos de RT-PCR combinando múltiples genes diana del Centro para el Control y Prevención de Enfermedades en una sola reacción para aumentar la accesibilidad y el rendimiento del diagnóstico del SARS-CoV-2.
La PCR múltiple consta de múltiples pares de primers dentro de una sola mezcla de PCR para producir amplicones de varias longitudes que son específicas de diferentes secuencias de ADN.  Annealing Temperaturas para cada del primer los conjuntos tienen que ser optimizados para trabajar correctamente dentro de una reacción sola, y amplicon medidas, i.e., su longitud de par de la base, tendría que ser bastante diferente para formar las bandas distintas cuándo visualizadas por electroforesis en gel.  Alternativamente, si coinciden las longitudes de algunos amplicones, éstos pueden diferenciarse y visualizarse mediante primers teñidos con distintas sondas fluorescentes.

## Aplicaciones
Algunas de las aplicaciones del PCR múltiple incluyen:
- Identificación de patógenos[5]
- Genotipificación de alto rendimiento de SNP[6]
- Análisis de mutaciones[7]
- Análisis de deleción de genes[8]
- Cuantificación de secuencia molde[9]
- Análisis de conexión[10]
- Detección de ARN[11]
- Estudios forenses[12]
- Análisis de dieta[13]